# Мальчик у Христа на ёлке
«Ма́льчик у Христа́ на ёлке» — рождественский рассказ Фёдора Достоевского, написанный и впервые опубликованный в 1876 году.

## История создания
26 декабря 1875 года Ф. М. Достоевский вместе с дочерью Любой побывал на детском балу и рождественской ёлке, устроенной в Петербургском клубе художников. 27 декабря Достоевский и А. Ф. Кони прибыли в Колонию для малолетних преступников на окраине города на Охте, возглавляемой известным педагогом и писателем П. А. Ровинским. В эти же предновогодние дни ему несколько раз на улицах Санкт-Петербурга встретился нищий мальчик, просивший милостыню («мальчик с ручкой»). Все эти предновогодние впечатления легли в основу рождественского (или святочного) рассказа «Мальчик у Христа на ёлке».
С другой стороны, рассказ тесно перекликается с сюжетом баллады «Ёлка сироты» («нем. Des fremden Kindes heiliger Christ») 1816 года Фридриха Рюккерта, — немецкого поэта-романтика. В то же время Достоевский, соблюдая традиции классиков святочного рассказа Х. К. Андерсена («Девочка с серными спичками») и Ч. Диккенса («Рождественские повести»), максимально наполнил короткий аллегорический рассказ реалиями жизни большого города. В данном случае речь идёт о С-Петербурге, чьё холодное в прямом и переносном смысле великолепие противопоставлено провинциальному мраку неназванной родины мальчика, где однако же у него всегда были еда и тепло. Тема голодного и нищего ребёнка была начата писателем в 40-х годах произведениями «Бедные люди», «Ёлка и свадьба», и автор не отступал от неё в течение всей жизни вплоть до «Братьев Карамазовых».
Достоевский приступил к рассказу 30 декабря 1875 года, и к концу января «Мальчик у Христа на ёлке» был опубликован наряду с другими материалами о «русских теперешних детях» в январском выпуске «Дневника писателя». В первом выпуске своего возобновлённого издания Достоевский намеревался сообщить своим читателям «кое-что о детях вообще, о детях с отцами, о детях без отцов в особенности, о детях на ёлках, без ёлок, о детях преступниках…». Рассказу «Мальчик у Христа на ёлке» в «Дневнике писателя» предшествовала маленькая главка «Мальчик с ручкой», и все вместе взятые материалы двух первых глав «Дневника писателя» (в первой главе писатель поместил свои публицистические размышления на ту же тему) были объединены темой сострадания к детям.

## Сюжет
Основу сюжета рассказа составил образ маленького нищего мальчика (шести лет или младше), очарованного видом новогодней ёлки за окном богатого дома, где много света, много игрушек, много вкусной еды, много нарядных и чистых детей танцуют и веселятся под звуки музыки, а он вынужден замерзать на людных петербургских улицах, голодный, брошенный на произвол судьбы своими горемычными родителями, давно не евший досыта и не видевший ничего, кроме пьянства, нищеты, грубости, разврата и равнодушия петербургских трущоб. На какой-то момент мечты мальчика о счастливом детстве сбываются, и он оказывается на новогоднем празднике среди таких же, как и он, детей, увлечённый туда неведомым тихим голосом, — он попал на «Христову ёлку».

О, какой свет! О, какая ёлка! Да и не ёлка это, он и не видал ещё таких деревьев! Где это он теперь: все блестит, все сияет и кругом всё куколки, — но нет, это всё мальчики и девочки, только такие светлые, все они кружатся около него, летают, все они целуют его, берут его, несут с собою, да и сам он летит, и видит он: смотрит его мама и смеётся на него радостно.
— Мама! Мама! Ах, как хорошо тут, мама! — кричит ей мальчик, и опять целуется с детьми, и хочется ему рассказать им поскорее про тех куколок за стеклом. — Кто вы, мальчики? Кто вы, девочки? — спрашивает он, смеясь и любя их.
— Это «Христова елка», — отвечают они ему. — У Христа всегда в этот день ёлка для маленьких деточек, у которых там нет своей ёлки… — И узнал он, что мальчики эти и девочки все были всё такие же, как он, дети, но одни замёрзли ещё в своих корзинах, в которых их подкинули на лестницы к дверям петербургских чиновников, другие задохлись у чухонок, от воспитательного дома на прокормлении, третьи умерли у иссохшей груди своих матерей, во время самарского голода, четвёртые задохлись в вагонах третьего класса от смраду, и все-то они теперь здесь, все они теперь как ангелы, все у Христа, и Он сам посреди их, и простирает к ним руки, и благословляет их и их грешных матерей… А матери этих детей всё стоят тут же, в сторонке, и плачут; каждая узнаёт своего мальчика или девочку, а они подлетают к ним и целуют их, утирают им слёзы своими ручками и упрашивают их не плакать, потому что им здесь так хорошо…

Но то были лишь предсмертные грёзы тихо замерзающего брошенного всеми ребёнка, дорогого лишь Христу.

## Критика
Произведение нашло радушный приём в критике. Свою положительную оценку рассказу дали «Петербургская газета», «Санкт-Петербургские ведомости», Х. Д. Алчевская называла рассказ шедевром. По сведениям А. Г. Достоевской, рассказ принадлежал к числу тех произведений, которые в числе других, опубликованных в «Дневнике писателя» рассказов («Мужик Марей», «Столетняя»), были ценимы автором более всего, «Мальчика у Христа на ёлке» Достоевский неоднократно читал публично на литературных чтениях Фребелевского общества в Петербурге, на литературном утре в пользу Общества вспоможения нуждающимся литераторам и т. д.
В ходе рассмотрения цензурой первого издания 1885 года цензор И. П. Хрущов высказал своё сомнение по поводу целесообразности отдельной публикации рассказа из-за социально-обличительного пафоса произведения: «Достоевский мог любить детей, но менее подходящего к детскому возрасту писателя не существует…» Однако с 1885 по 1901 год вышло двадцать два отдельных издания рассказа.

## Художественные особенности
Литературовед Дмитрий Лихачёв отмечал, что Достоевский встраивал свои произведения в окружающую его действительность, а не создавал для них новую. Писатель опирался на действительные факты, местность, реальные встречи, газетные сообщения и репортажи. Реальные персонажи и события получали продолжение и дополнительные детали в произведениях автора. Вера Достоевского в реальность описываемых им событий наиболее характерно проявляется во вступлении к рассказу «Мальчик у Христа на ёлке»: «Но я романист и, кажется, одну „историю“ сам сочинил. Почему я пишу: „кажется“, ведь я сам знаю наверно, что сочинил, но мне все мерещится, что это где-то и когда-то случилось, именно это случилось как раз накануне рождества, в каком-то огромном городе и в ужасный мороз». Писатель «знает наверно», что сочинил рассказ, но одновременно как бы верит в реальность описанных событий.